# Heide Grape-Albers
Heide Grape-Albers (* 3. August 1945 in Augsburg) ist eine deutsche Kunsthistorikerin.

## Leben
Heide Albers wuchs in Hamburg auf. Sie studierte Kunstgeschichte, Klassische Archäologie und Philosophie in Hamburg und Wien, wo sie 1973 bei Otto Pächt promoviert wurde. Danach arbeitete sie an der Staatlichen Kunsthalle Karlsruhe in der Museumspädagogik. 1980 wurde sie Referatsleiterin für Museen und Museumspädagogik beim Bremer Senat. Vom 1. September 1992 bis zu ihrem Ruhestand 2008 war sie Direktorin des Niedersächsischen Landesmuseums Hannover. Sie war Herausgeberin der Zeitschrift Niederdeutsche Beiträge zur Kunstgeschichte.
Verheiratet war sie mit dem Kunsthistoriker Wolfgang Grape (* 1940).

## Veröffentlichungen (Auswahl)
- Spätantike Bilder aus der Welt des Arztes. Medizinische Bilderhandschriften der Spätantike und ihre mittelalterliche Überlieferung. Pressler, Wiesbaden 1977, ISBN 3-87646-037-9. (Zugleich Philosophische Dissertation Wien 1973: Die spätantiken Illustrationen zu den medizinischen Schriften von Pseudo-Apuleius und Sextus Placitus und ihre mittelalterliche Überlieferung).
- (Hrsg.): Niedersächsisches Landesmuseum Hannover. Führer durch das Museum. Edition Baus, Heidelberg 2000, ISBN 3-89466-235-2.
- (Hrsg.): Das Niedersächsische Landesmuseum Hannover 2002. 150 Jahre Museum in Hannover, 100 Jahre Gebäude am Maschpark. Festschrift zum Jahr des Doppeljubiläums, Niedersächsisches Landesmuseum, Hannover 2002, ISBN 3-929444-29-1.